# Jochen Schmidt (Theologe)
Jochen Schmidt (* 11. August 1975) ist ein deutscher evangelischer Systematischer Theologe und seit 2023 Inhaber der Professur für Systematische Theologie (Schwerpunkt Dogmatik) an der Evangelisch-Theologischen Fakultät der Johannes Gutenberg-Universität Mainz. 

## Berufliche Laufbahn
Jochen Schmidt studierte Evangelische Theologie in Bonn und Oxford und wurde 2005 an der Evangelisch-Theologischen Fakultät der Rheinischen Friedrich-Wilhelms-Universität Bonn zum Dr. theol. promoviert. Anschließend qualifizierte er sich an der University of Glasgow im Bereich Literatur und Theologie mit einem Master of Philosophy. 2010 habilitierte er sich in Systematischer Theologie an der Evangelisch-Theologischen Fakultät in Bonn. Nach Lehrstuhlvertretungen an den Universitäten in Bonn und Paderborn war er seit 2013 Professor auf Zeit für Systematische Theologie und Ökumene am Institut für Evangelische Theologie der Universität Paderborn und wurde dort 2017 auf eine Professur für Systematische Theologie, Ethik und Religionsphilosophie berufen.
Jochen Schmidt arbeitete am Zentrum für Komparative Theologie und Kulturwissenschaften und war 2017 und 2022 Visiting Fellow an der Yale Divinity School. 
Zu seinen Forschungsschwerpunkten gehören Themen aus den Bereichen Theologie und Literatur, Religionsphilosophie, Hermeneutik, Theologische Ethik und Interreligiöser Dialog.

## Veröffentlichungen
- Wahrgenommene Individualität. Eine Theologie der Lebensführung (Edition Wege zum Menschen 3). Göttingen 2014, ISBN 978-3-525-67017-0.
- Klage. Überlegungen zur Linderung reflexiven Leidens (RPT 58). Tübingen 2011, ISBN 978-3-16-150774-8.
- Vielstimmige Rede vom Unsagbaren. Dekonstruktion, Glaube und Kierkegaards pseudonyme Literatur (KSMS 14). Berlin/New York 2006, ISBN 978-3-110-18633-8.
- Was wir uns schulden. Freiheit und Pflichten gegen sich selbst (Alber Thesen 85). Baden-Baden 2022, ISBN 978-3-495-49251-2.